# Kościół Najświętszej Maryi Panny Wniebowziętej w Wietrzychowicach
Kościół Najświętszej Maryi Panny Wniebowziętej – rzymskokatolicki kościół parafialny należący do parafii pod tym samym wezwaniem (dekanat Radłów diecezji tarnowskiej).
Obecna świątynia została wzniesiona w latach 1917–1924 według projektu architekta Jana Sasa-Zubrzyckiego. Przy budowie zaangażowali byli także: mistrz murarski Jan Bratko i cieśla Franciszek Kędziora. Budowla została konsekrowana w 1954 roku przez biskupa sufragana tarnowskiego Karola Pękale.
Świątynia została zbudowana w stylu neogotyckim z cegły i kamienia. Składa się z trzynawowego halowego korpusu i prostokątnie zamkniętego prezbiterium. Na przedłużeniu prezbiterium jest umieszczona zakrystia, natomiast do jej obu boków dobudowane są dwie dwuprzęsłowe kaplice. Do korpusu z przodu jest dobudowana wysoka kwadratowa wieża, podzielona na trzy kondygnacje, w górnej części jest obwiedziona gzymsem konsolkowym i nakryta ostrosłupowym dachem hełmowym ujętym czterema przekątnie ustawionymi wieżyczkami. W przyziemiu wieży znajduje się przedsionek, z dwiema dobudówkami po bokach, do którego prowadzi okazały dwuwejściowy, uskokowy portal, ujęty trójkątną obudową z figurą Najświętszej Maryi Panny Niepokalanie Poczętej. Wyżej na gzymsie wydzielającym pierwszą kondygnację znajduje się sześć posągów świętych polskich oraz krucyfiks. Korpus nawowy na zewnątrz opięty jest szkarpami, natomiast ściany całej świątyni są otoczone gzymsem konsolkowym. W lewej dobudówce przy wieży jest umieszczony jeszcze jeden ostrołukowy portal w stylu neogotyckim. Prezbiterium i korpus świątyni nakrywają dachy dwuspadowe, kaplice i zakrystię dachy pulpitowe, natomiast dobudówki przy wieży dachy wielospadowe. Wnętrze nakrywają sklepienia żebrowe gwiaździste w prezbiterium, nawie głównej, pod wieżą oraz w kaplicach, z kolei nawy boczne są nakryte sklepieniami żebrowymi, wzorowanymi na tzw. piastowskich. Nawy są oddzielone od siebie ostrołukowymi arkadami, ściany posiadają podziały blendowe, okna ozdabia dekoracja maswerkowa. Budowla charakteryzuje się bogatym detalem architektonicznym w stylach neogotyckim i eklektycznym, co jest zasadniczą cechą świątyń projektowanych przez Jana Sas-Zubrzyckiego. Polichromia figuralna znajduje się tylko na ścianie ołtarzowej w prezbiterium i posiada kompozycję przedstawiającą świętych polskich, oprócz tego w blendach ściennych są umieszczone postacie ewangelistów i świętych, powstała w 1942 roku i jej autorem jest Józef E. Dutkiewicz. Witraże figuralne powstały w 1937 roku w zakładzie witrażów Żeleńskiego w Krakowie.
Ołtarz główny w stylu neogotyckim pochodzi z czasu budowy świątyni, nawiązuje do typu wczesnogotyckich ołtarzy relikwiarzowych. Świątynia posiada dwa ołtarze boczne: jeden z około 1942 roku został zaprojektowany przez J. E. Dutkiewicza i jest ozdobiony barokowym obrazem Matki Boskiej, zwanej „Wietrzychowską”, namalowanym zapewne w XVII wieku, otoczonym miejscowym kultem; drugi w stylu rokokowo-klasycystycznym jest silnie zdekompletowany i posiada nowszy obraz św. Józefa. Chrzcielnica w stylu barokowo-klasycystycznym pochodzi z około 1800 roku. Ambona w stylu neobarokowym pochodzi sprzed 1939 roku. W tęczy jest umieszczona belka w stylu neobarokowym o fantazyjnym wykroju, a na niej znajduje się rzeźbiona grupa Ukrzyżowania, powstała być może w czasie budowy świątyni. Na parapecie chóru muzycznego jest umieszczona rzeźba Świętej Trójcy, w stylu późnobarokowym, powstała w XVIII wieku, oraz posągi świętych Jadwigi i Elżbiety wykonane około 1930 roku. Krucyfiks w stylu barokowym został wykonany w XVIII wieku. Kościół posiada cztery dzwony: pierwszy został odlany w 1921 roku; drugi i trzeci to: Anioł odlany w 1947 roku i Michał odlany w 1948 roku, obydwa powstały w odlewni dzwonów Schwabe w Białej; czwarty został odlany w nieustalonym miejscu.